# Фридерих (вождь ругов)
Фридери́х (лат. Friderichus; погиб в 492 или 493) — вождь придунайских ругов в 488—492/493 годах; после уничтожения Одоакром королевства ругов — один из военачальников короля остготов Теодориха Великого, участвовавший в завоевании тем Апеннинского полуострова.

## Биография
Основными нарративными источниками о Фридерихе являются «Житие святого Северина» Евгиппия, хроника Иоанна Антиохийского, «Старшие Венские фасты», «Копенгагенское продолжение „Хроники“ Проспера Аквитанского», «Панегирик Теодориху» Магна Феликса Эннодия, хроника Анонима Валезия и «История лангобардов» Павла Диакона.
Фридерих был единственным сыном короля придунайских ругов Фелетея и остготки Гизо. Первое упоминание о нём в исторических источниках датируется временем ранее 482 года, когда он был ещё ребёнком. Согласно написанному в начале VI века Евгиппием житию Северина Норикского, жестокость арианки Гизо вызвала мятеж среди придворных рабов: пленники-ювелиры, схватив Фридериха, угрожали убить его, если им не будет дарована свобода. Королева ругов должна была согласиться на это, а затем лично выразить своё почтение святому, благодаря посредничеству которого её сын был избавлен от смерти.
В 486 году союзник короля Фелетея, правитель Италии Одоакр, всё же выказал намерение поддержать восставшего против Зинона Илла. В ответ император Византии убедил Фелетея разорвать союз с Одоакром и начать подготовку к вторжению ругов на Апеннинский полуостров. Первой жертвой конфликта стал сторонник мира с правителем Италии Фердерух, брат Фелетея: под предлогом мести за разграбление монастыря святого Северина, совершённое тем в 482 году, он был убит Фридерихом. По утверждению Евгиппия, именно убийство Фердеруха дало повод Одоакру начать войну с придунайскими ругами. Уже осенью 487 года правитель Италии совершил поход в Ругиланд и около Венского Леса победил своих врагов в сражении. Фридериху с частью войска удалось спастись, но Фелетей и Гизо были схвачены вблизи Дуная, привезены в Равенну (столицу тогдашней Италию) и здесь казнены. В 488 году Фридерих попытался снова овладеть землями к северу от Дуная, однако потерпел поражение от брата Одоакра Онульфа. Этим был положен окончательный конец существованию королевства придунайских ругов.
С остатками ругов Фридерих отступил на контролируемые остготами территории. В самом начале 489 года он прибыл в лагерь Теодориха Великого в Новах и признал того своим покровителем. Вероятно, с этим событием связаны упоминания Теодориха в средневековых хрониках не только как короля остготов, но и как короля ругов.
В составе войска Теодориха Великого руги участвовали в завоевании Апеннинского полуострова. В августе 490 года Фридериху была поручена защита Павии. Здесь дикость и преступления ругов вызвали возмущение горожан. Только неоднократные ходатайства местного епископа Епифания за свою паству спасли город от полного разорения. Опасаясь мятежа местных жителей, 18 или 22 августа 491 года Теодорих лично прибыл в Павию и наказал Фридериха за беззаконность.
Оскорблённый действиями Теодориха Великого, Фридерих вскоре поднял мятеж против короля остготов и осенью 491 года присоединился со своими ругами к военному магистру Одоакра Туфе, возможно, своему единоплеменнику. Занятый осадой Равенны Теодорих Великий не смог отправить войско на подавления мятежа, но ему удалось ограничить контролируемую восставшими зону землями около Вероны. В 492 или 493 году между Фридерихом и Туфой возник конфликт из-за раздела военных трофеев. Где-то между Вероной и Тренто поссорившиеся военачальники и их сторонники вступили в сражение. Среди множества погибших с обеих сторон ругов был и Туфа. После битвы оставшиеся в живых руги изъявили покорность Теодориху Великому. О дальнейшей судьбе Фридериха сведений не сохранилось: возможно, он тоже погиб в сражении, или сдался королю Теодориху и был тем казнён, или, лишившись всех своих людей, смог покинуть вскоре ставшую остготской Италию. Известно только, что в дальнейшем руги были верными подданными правителей остготов, а один из ругов — Эрарих — даже занимал престол этого королевства.